# Family Feud
Family Feud è un game show televisivo a premi statunitense ideato da Mark Goodson, che consiste in una competizione tra due famiglie chiamate ad indovinare le risposte più comuni date dagli statunitensi  durante alcuni sondaggi di opinione. È considerato uno spin-off del quiz Match Game. In Italia, il format è stato utilizzato per le trasmissioni Tuttinfamiglia, Tutti x uno (trasmesse da Canale 5) e Famiglie d'Italia (su LA7).
Il programma è stato trasmesso per la prima volta dalla ABC il 12 luglio 1976, quindi giornalmente in day-time sino al 14 giugno 1985. Dopo una breve pausa la trasmissione è approdata sulla rete CBS, dove è andata in onda dal 4 luglio 1988 al 10 settembre 1993. Dal 1977 il game show è stato più volte trasmesso in syndication: la terza edizione in consorzio ha avuto inizio il 20 settembre 1999. Durante gli anni alla ABC e per la prima edizione in syndication il programma è stato presentato da Richard Dawson. Alla CBS è stato il turno di Ray Combs per le prime sei stagioni e quindi nuovamente di Dawson. Dal 1999 si sono alternati alla conduzione Louie Anderson, Richard Karn, John O'Hurley e più recentemente Steve Harvey.  
Dopo la nascita negli Stati Uniti, oltre 50 paesi hanno cominciato a trasmettere la propria versione del programma. Ad un anno dal debutto, la versione originale è diventata uno dei game show più seguiti della fascia day-time. Dopo un successivo declino in termine di ascolti, l'arrivo nel 2010 di Steve Harvey ha contribuito a riportare il programma tra i più celebri show televisivi del paese. Nel 2013 la rivista TV Guide ha incluso Family Feud tra i 60 migliori game show di tutti i tempi.